# Хомівка (Житомирський район)
Хо́мівка — село в Україні, у Житомирському районі Житомирської області. Входить до складу Радомишльської міської громади. Населення становить 66 осіб.

## Персоналії
- Артеменко Костянтин Григорович (1925—2006) — український актор і режисер.